# Urocolius
Urocolius is een geslacht van vogels uit de familie muisvogels (Coliidae).

## Soorten
Het geslacht kent de volgende soorten:
- Urocolius indicus – Roodwangmuisvogel
- Urocolius macrourus – Blauwnekmuisvogel